# Marvel Nemesis: L'Ascesa degli Esseri Imperfetti
Marvel Nemesis: L'Ascesa degli Esseri Imperfetti è un videogioco picchiaduro sviluppato da Nihilistic Games e pubblicato da Electronic Arts per PlayStation 2, Xbox, GameCube, Nintendo DS e PlayStation Portable il 20 settembre 2005 in America del Nord e il 14 ottobre dello stesso anno in Europa. Il gioco è ispirato alla miniserie a fumetti Marvel Nemesis. La trama del gioco si basa su alcuni personaggi editi da Marvel Comics che affrontano un nuovo team di super cattivi conosciuti come Esseri Imperfetti.
La versione per PSP è stata sviluppata da EA Canada mentre quella per Nintendo DS da Sensory Sweep Studios.
Nel multiverso Marvel, il videogioco è ambientato su Terra-50701.

## Trama
Marvel Nemesis: L'Ascesa degli Esseri Imperfetti inizia con La Cosa che scopre degli invasori alieni mentre distruggono un ponte. Il supereroe, lottando con gli alieni, arriva alla fine del ponte e trova un altro alieno, forte come lui. La Cosa lo colpisce e l'alieno rivela che il suo popolo non vuole gli umani, ma qualcosa che gli umani hanno. L'eroe continua a combattere in città, sconfiggendo ogni alieno che può. L'intera città scopre l'invasione e capisce che Capitan America, il Punitore e Hulk sono stati uccisi dagli alieni.
Nel mentre, anche Wolverine scopre dell'invasione e combatte nelle strade della città. Il membro degli X-Men arriva alla Avengers Mansion ma la trova occupata dagli alieni. Combatte all'interno dell'edificio e trova Wink, un membro degli Esseri Imperfetti, che ruba informazioni dal computer degli Avengers. Wolverine combatte contro di lei e la sconfigge. Wink dice all'eroe che stava raccogliendo informazioni per il suo creatore, e scompare. Wolverine va al ponte e trova Tempesta, scoprendo che c'è qualcosa che non va in lei. Dopo averla sconfitta, l'eroe trova su di lei un misterioso dispositivo alieno e lo rimuove, facendola tornare in sé.
Elektra, nella Avengers Mansion, riceva una chiamata da Devil che le comunica di essere in pericolo. Lei va a cercarlo e lo trova nell'edificio del Daily Bugle, infetto, così lo affronta e lo sconfigge, per poi staccare il dispositivo alieno dal suo collo, liberandolo dal controllo degli alieni. Viene rivelato che un membro degli Esseri Imperfetti, Niles Van Roekel, ha visto tutto ed è deluso dalla sconfitta di Devil, decidendo così di far entrare la sua squadra in città. Un altro membro del gruppo, Fault Zone, rintraccia La Cosa e lo sfida in un combattimento, in cui perde. Devil combatte gli alieni sui tetti e arriva al Grand Central Terminal, dove trova un ulteriore membro del gruppo di supercriminali, Johnny Ohm. I due si sfidano in una battaglia mortale, e Johnny utilizza uno speciale orologio elettrico per accedere a potenti quantità di energia. Devil distrugge l'orologio e sconfigge il supercriminale.
Il gioco mostra quindi la storia di una ragazza chiamata Maya. Roekel, membro degli Esseri Imperfetti, dice alla ragazza che diventerà la guerriera migliore del mondo nonché la più letale di sempre. Così, Maya inizia il suo allenamento distruggendo vari dispositivi alieni.
Devil trova Elektra sotto il controllo degli alieni, e, anche se gravemente avvelenato da lei, riesce comunque a sconfiggerla e farla tornare in sé.
Più tardi, Tempesta combatte sul ponte, alla fine del quale trova Fault Zone, che genera un terremoto e lancia delle pietre a Tempesta, che riesce però a sconfiggerla. All'incirca nello stesso lasso di tempo, Brigade (un membro degli Esseri Imperfetti) ingaggia una battaglia con Wolverine, sconfiggendolo.
Venom, che ha rubato delle informazioni dal computer degli Avengers, esce dalla Avengers Mansion. Il simbionte capisce che può curarsi distruggendo un certo dispositivo alieno: va così alla centrale elettrica e trova Solara, che sta usando proprio un dispositivo alieno per migliorare le sue abilità e ha serbatoi di calore per curarsi. Nonostante ciò, viene sconfitta da Venom, che prende il controllo del dispositivo per infettarsi volontariamente. Più tardi, sempre alla centrale elettrica, Elektra affronta Wink, uscendone sconfitta.
Maya, ora chiamata con il nome Paragon, continua il suo allenamento combattendo contro gli stessi alieni combattuti dagli eroi. Fugge così dal quartier generale, ma l'Uomo Ragno la vede e la segue, venendo però seminato facilmente dalla ragazza. Spider-Man riceve una chiamata dalla Torcia Umana, che pensa che Paragon sia andata alla centrale elettrica. Spider-Man allora si dirige lì e distrugge molte macchine aliene, ma non trova Paragon e perciò va via, trovando degli elicotteri che aspettano i civili che devono fuggire proprio con gli elicotteri, e li protegge. L'Uomo Ragno si reca così al Daily Bugle, dove trova Venom infetto, che vuole sconfiggere Spidey grazie al potenziamento ottenuto tramite il dispositivo alieno. Venom viene però sconfitto, e l'Uomo Ragno si reca al ponte, dove trova e sconfigge Hazmat, ma viene poi sconfitto da Johnny Ohm. Nel mentre Solara, sopravvissuta agli attacchi di Venom, trova Devil e lo sconfigge in una battaglia nelle strade della città.
La Torcia Umana va al Daily Bugle dove spera di trovare Spider-Man, che però non c'è. Si reca così alla Grande Central Station, dove uccide molti degli alieni e trova il quartier generale segreto degli Esseri Imperfetti. Lì trova La Cosa infetto e lo sconfigge, rimuovendo poi il dispositivo alieno e facendolo tornare normale. La Torcia Umana si sposta poi alla centrale elettrica, dove trova finalmente Spider-Man, che però è infetto e riesce a battere il membro dei Fantastici Quattro. Anche Tempesta trova il quartier generale ma viene sconfitta da Wolverine, anch'egli infetto.
Iron Man, che si trova alla Avengers Mansion per investigare su ciò che sta succedendo, trova degli alieni e li uccide, per poi fuggire e andare alla centrale elettrica, dove trova Brigade, che viene sconfitta. Iron Man va via e trova la Torcia Umana, infetto, e lo sconfigge, per poi tornare alla Avengers Mansion, dove trova Roekel potenziato da una mortale tuta aliena. Alla Grand Central Station, nel mentre, Hazmat sconfigge Venom.
Magneto combatte in giro per la città e trova Paragon. Il mutante utilizza così il dispositivo alieno per controllarla, pensando che potesse essere una sua tirapiedi. Magneto allora sfida e batte Hazmat, che sta cercando di salvare Paragon. Paragon riesce però a liberarsi dal controllo di Magneto e lo batte in combattimento, per poi capire di non essere cattiva e di conseguenza pianificare di sconfiggere Roekel. Paragon lo trova, e Roekel rivela di essere un alieno, per la precisione il responsabile dell'invasione, e ribadisce la sua volontà di andare avanti con la conquista della Terra. Maya / Paragon attacca ferocemente l'alieno e lo uccide sottraendogli la forza vitale, per poi fermare l'invasione. Il gruppo degli Esseri Imperfetti si unisce così ufficialmente e condivide il pianeta Terra con gli eroi.

## Modalità di gioco
Il gioco prende alcuni supereroi e supercriminali Marvel, tra cui Venom, Wolverine, Iron Man e l'Uomo Ragno, e li mette contro dei personaggi creati appositamente per il gioco e di proprietà di Electronic Arts. Il sistema di combattimento è semplificato a favore di una maggiore libertà di movimento per il giocatore. Il gioco è stato perciò inizialmente confrontato a giochi come Ehrgeiz: God Bless the Ring, Power Stone, Power Stone 2 e alla serie di videogiochi Super Smash Bros.. Il videogioco include delle mosse finali simili alle Fatality della serie di Mortal Kombat, che possono essere usate non appena la salute dell'avversario scende al 25%, o comunque arriva a una percentuale minore.

## Personaggi

### Marvel
- Devil[1]
- Elektra
- Human Torch[1]
- Iron Man
- Magneto
- Spider-Man
- Tempesta
- La Cosa
- Venom
- Wolverine

PSP esclusivi:
- Captain America
- Doctor Doom

### Imperfetti
- Brigade
- Fault Zone
- Hazmat
- Johnny Ohm
- Niles Van Roekel
- Paragon
- Solara
- Wink[2]

Cameo: Punisher; Hulk.

## Sviluppo
Marvel Nemesis: L'Ascesa degli Esseri Imperfetti fu il primo e ultimo gioco di una collaborazione tra Marvel Comics ed Electronic Arts iniziata nel 2004 e finita nel 2006.
Il videogioco è basato sulla miniserie a fumetti di 6 numeri Marvel Nemesis, pubblicata da giugno a dicembre 2005. La miniserie non è un adattamento del videogioco e viceversa, e ha una storia completamente diversa rispetto a quella di Marvel Nemesis: L'Ascesa degli Esseri Imperfetti. Ci sono alcuni punti nel fumetto e nel gioco che si contraddicono a vicenda. Nel fumetto, comunque, sono presenti gli stessi personaggi che sono presenti nel videogioco, e introduce i personaggi di Electronic Arts con, a parte alcuni dettagli minori, le stesse storie d'origine e gli stessi poteri. I personaggi creati appositamente per Marvel Nemesis fanno parte della continuità regolare Marvel, ma a causa delle recensioni negative ricevute dal gioco e a causa del fatto che sono personaggi di proprietà di un'altra azienda, sono apparsi solo nella suddetta miniserie a fumetti.

## Accoglienza
Le versioni di Marvel Nemesis: L'Ascesa degli Esseri Imperfetti per console e PlayStation Portable hanno ricevuto recensioni "miste o mediocri", mentre la versione per Nintendo DS ha ricevuto recensioni generalmente "non favorevoli" secondo il sito aggregatore di recensioni Metacritic.
Il gioco è stato criticato per le sue limitate modalità storia e multigiocatore. Molte lamentele relative al gioco riguardavano il fatto che gli avversari controllati dall'intelligenza artificiale abusavano di attacchi speciali a lunga distanza, danneggiando così il giocatore in modo notevole, permettendo quindi all'avversario di utilizzare quasi subito la mossa finale.